# ZHIT
ZHIT, auch ZHIT-Algorithmus oder ZHIT-Näherung genannt, ist eine Abkürzung für Zweipol-Hilbert-Transformation. Sie wird in der elektrochemischen Impedanzspektroskopie (EIS) angewendet, um bei Zweipol-Systemen eine Beziehung zwischen Betrag und Phasenverschiebung der Impedanz in Form einer Integralgleichung herzustellen. Der ZHIT-Algorithmus erlaubt die Prüfung der Stationarität des Prüfobjekts sowie die Rückrechnung der Impedanzdaten aus den Phasendaten.

## Motivation
Eine wichtige Anwendung des ZHIT ist die Überprüfung experimenteller Impedanzspektren auf Artefakte. Die Auswertung impedanzspektroskopischer Untersuchungen wird nämlich oft dadurch erschwert, dass sich die zu untersuchenden Objekte während der Messung verändern können, z. B. bei
- der Untersuchung von Brennstoffzellen und Akkumulatoren unter Stromentnahme
- der Untersuchung von lichtsensitiven Systemen unter Beleuchtung (z. B. Photo-Elektrochromie)
- der Untersuchung der Wasseraufnahme von Lacken auf Metalloberflächen (Korrosionsschutz).

Ein Beispiel für ein solches instationäres System ist ein Lithium-Ionen-Akkumulator während der Zyklisierung bzw. Entladung: durch die Stromentnahme ändert sich der Ladungszustand des Akkumulators und damit das System selbst, da die Änderung des Ladungszustands mit einer chemischen Redoxreaktion einhergeht und sich die Konzentration der daran beteiligten Substanzen ändert. Dies führt zur Verletzung von Stationarität und Kausalität, so dass Impedanzspektren solcher Systeme nach theoretischen Gesichtspunkten nicht auswertbar sind.
Mit Hilfe des ZHIT-Algorithmus lassen sich solche und ähnliche Artefakte erkennen und gegebenenfalls kausale Spektren rekonstruieren, die konsistent mit den Kramers-Kronig-Beziehungen sind und dadurch ausgewertet werden können.

## Mathematische Formulierung
ZHIT ist ein Spezialfall der Hilbert-Transformation und kann durch die Einschränkung der Kramers-Kronig-Beziehungen auf Zweipolsysteme abgeleitet werden.
Die Beziehungen zwischen Impedanz und Phase können aus dem Bodediagramm eines Impedanzspektrums abgeleitet werden. Man erhält folgende Gleichung (1) als allgemeine Lösung des Zusammenhangs zwischen Betrag der Impedanz und der Phasenverschiebung:
{\displaystyle {(1)\quad \ln \left[Z\left(\omega _{o}\right)\right]-\ln \left[Z\left(0\right)\right]={\frac {2}{\pi }}\cdot \int \limits _{\omega _{S}}^{\omega _{O}}\varphi \left(\omega \right)dln\left(\omega \right)+\gamma _{k}\cdot \sum _{k=1}^{\infty }{\frac {d^{k}\varphi \left(\omega _{0}\right)}{d\ln {\left(\omega \right)}^{k}}}\qquad {\text{mit}}\quad k=1,3,5,7,\ldots (k={\text{ungerade}})}}
Diese Gleichung besagt, dass man den natürlichen Logarithmus der Impedanz ({\displaystyle \ln \left[Z\left(\omega _{o}\right)\right]}) an einer Stelle {\displaystyle \omega _{O}} bis auf einen konstanten Wert ({\displaystyle \ln \left[Z\left(0\right)\right]}) berechnen kann, indem man die Phasenverschiebung {\displaystyle \varphi \left(\omega \right)} bis zur interessierenden Stelle {\displaystyle \omega _{O}} integriert, wobei der Startwert {\displaystyle \omega _{S}} des Integrals beliebig gewählt werden kann. Als zusätzlichen Beitrag zur Berechnung von {\displaystyle \ln \left[Z\left(\omega _{o}\right)\right]} müssen noch die ungeraden Ableitungen der Phasenverschiebung an der Stelle {\displaystyle \omega _{O}}, gewichtet mit den Faktoren {\displaystyle \gamma _{k}}, aufaddiert werden.
Die Faktoren {\displaystyle \gamma _{k}} können gemäß folgender Gleichung (2) berechnet werden, wobei {\displaystyle \zeta \left(k+1\right)} die riemannsche ζ-Funktion bedeutet:
{\displaystyle {(2)\quad \gamma _{k}=\left(-1\right)^{k}\cdot {\frac {2}{\pi }}\cdot {\frac {1}{2^{k}}}\cdot \zeta \left(k+1\right)\qquad {\text{mit}}\quad k=1,3,5,7,\ldots (k={\text{ungerade}})}}
| {\displaystyle k} | {\displaystyle k+1} | {\displaystyle \zeta (k+1)}              | {\displaystyle {\frac {2}{\pi }}\cdot {\frac {1}{2^{k}}}\cdot \zeta (k+1)} |
| ----------------- | ------------------- | ---------------------------------------- | -------------------------------------------------------------------------- |
| 1                 | 2                   | {\displaystyle {\frac {\pi ^{2}}{6}}}    | {\displaystyle {\frac {\pi }{6}}\approx 0{,}52}                            |
| 3                 | 4                   | {\displaystyle {\frac {\pi ^{4}}{90}}}   | {\displaystyle {\frac {\pi ^{3}}{360}}\approx 0{,}086}                     |
| 5                 | 6                   | {\displaystyle {\frac {\pi ^{6}}{945}}}  | {\displaystyle {\frac {\pi ^{5}}{15.120}}\approx 0{,}0202}                 |
| 7                 | 8                   | {\displaystyle {\frac {\pi ^{8}}{9450}}} | {\displaystyle {\frac {\pi ^{7}}{604.800}}\approx 0{,}005}                 |

Zur ZHIT-Näherung, wie sie in der Praxis angewandt wird (Gleichung (3)), kommt man aus Gleichung (1) durch Beschränkung auf die erste Ableitung der Phasenverschiebung und Vernachlässigung der höheren Ableitungen, wobei C eine Konstante repräsentiert:
{\displaystyle {(3)\quad \ln \left[Z\left(\omega _{o}\right)\right]={\frac {2}{\pi }}\int \limits _{\omega _{S}}^{\omega _{O}}\varphi \left(\omega \right)dln\left(\omega \right)+\gamma _{1}{\frac {d\varphi \left(\omega _{O}\right)}{d\ln \left(\omega \right)}}+C}}
Der Vorteil der ZHIT resultiert daraus, dass beide Integrationsgrenzen innerhalb des gemessenen Spektrums gewählt werden können und nicht wie bei den Kramers-Kronig-Beziehungen gegen die (nicht realen) Kreisfrequenzen {\displaystyle \omega =0} und {\displaystyle \omega =\infty } extrapoliert werden müssen.

## Praktische Durchführung

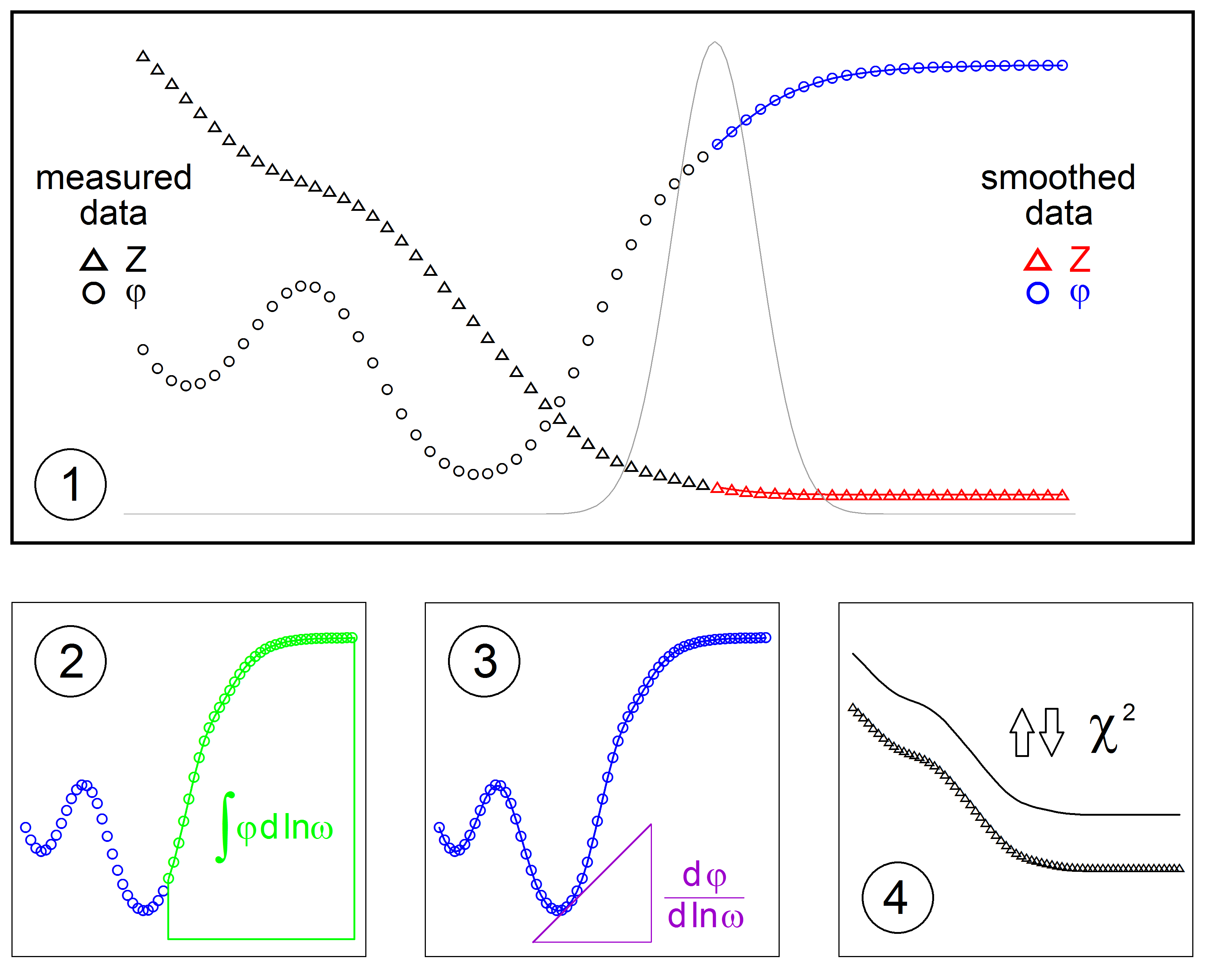
Abbildung 1: Glättung der Messdaten und Berechnung der Komponenten der ZHIT-Gleichung

Die praktische Durchführung der ZHIT-Näherung ist in Abbildung 1 schematisch dargestellt. Aus den Messpunkten von Impedanz und Phase wird durch Glättung je ein kontinuierlicher Kurvenzug (Spline) für die beiden unabhängigen Messgrößen Impedanz und Phase erstellt (Teilbild (1)). Mit Hilfe des Splines für die Phasenverschiebung werden nun Funktionswerte für die Impedanz ermittelt. Zunächst wird die Phasenverschiebung bis zur entsprechenden Frequenz  {\displaystyle \omega _{0}} aufintegriert, wobei man zweckmäßigerweise als Startfrequenz {\displaystyle \omega _{S}} die höchste interessierende Frequenz wählt (Teilbild (1)). Ebenfalls aus dem Spline der Phasenverschiebung lässt sich die Steigung der Phasenverschiebung an {\displaystyle \omega _{0}} ermitteln (Teilbild(3)). Man erhält so einen rekonstruierten Kurvenzug für die Impedanz, der (im Idealfall) zur originalen Messkurve der Impedanz (nur) parallelverschoben ist. Zur Ermittlung der Konstanten C in der ZHIT-Gleichung (Teilbild (4)) gibt es mehrere Möglichkeiten. Eine Möglichkeit ist, dass man die Parallelverschiebung der rekonstruierten Impedanz in einem Frequenzbereich durchführt, die nicht durch das Auftreten von Artefakten beeinflusst ist (siehe Anmerkungen). Diese Verschiebung wird durch Lineare Regression vorgenommen. Durch Vergleich der nun resultierenden, rekonstruierten Impedanzkurve mit der original gemessenen (bzw. des Splines der Impedanz) können nun Artefakte detektiert werden. Diese befinden sich in aller Regel im hochfrequenten Bereich (verursacht durch Induktion bzw. Gegeninduktion, speziell bei niederohmigen Systemen) oder im tieffrequenten Bereich (verursacht durch die Veränderung des Systems während der Messung (=Drift)).

### Anmerkungen (Verfahren)

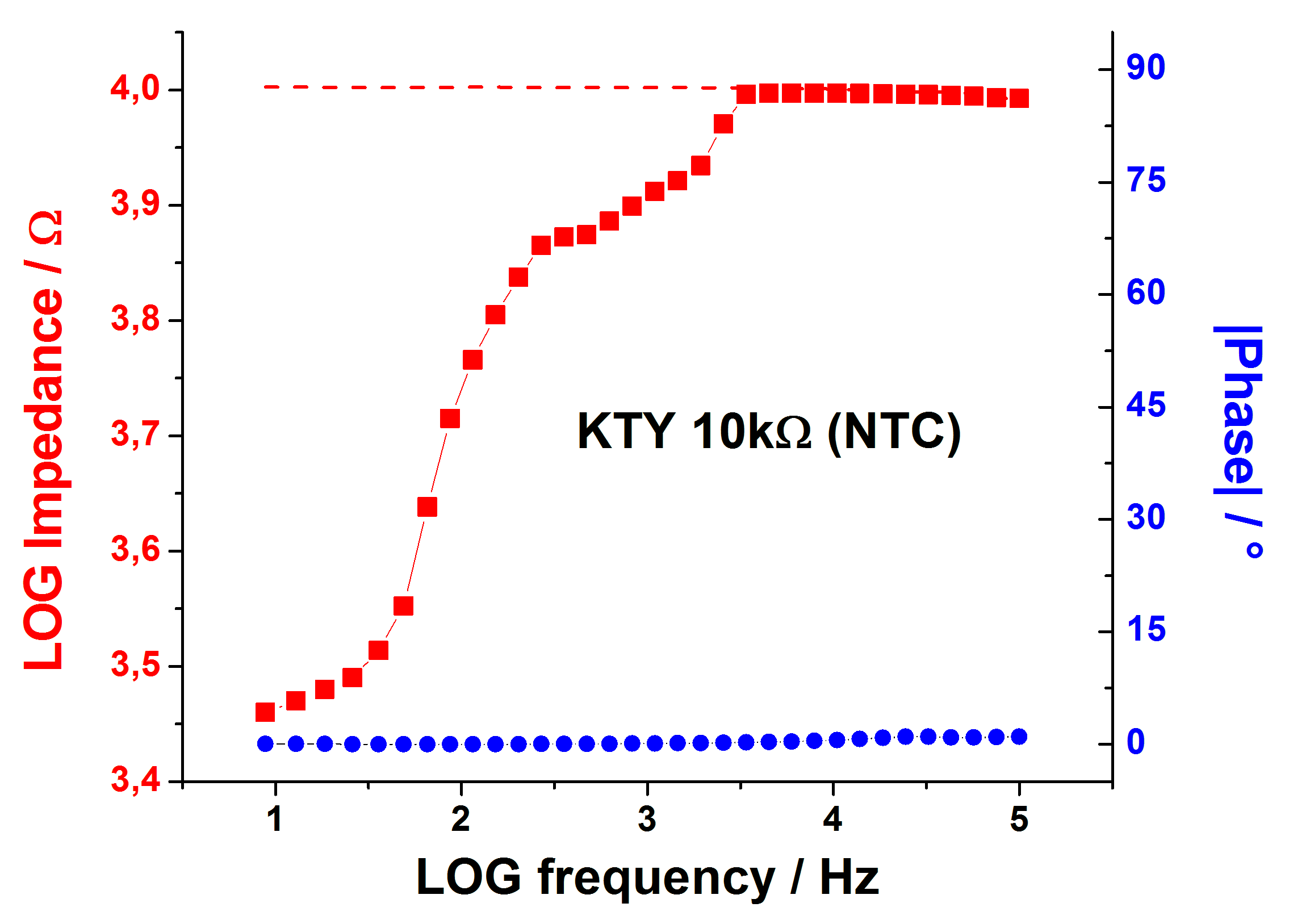
Abbildung 2: Impedanzmessung eines Temperatursensors KTY (10 kΩ), wobei der Sensor während der Messung erwärmt wurde

## Anwendungen

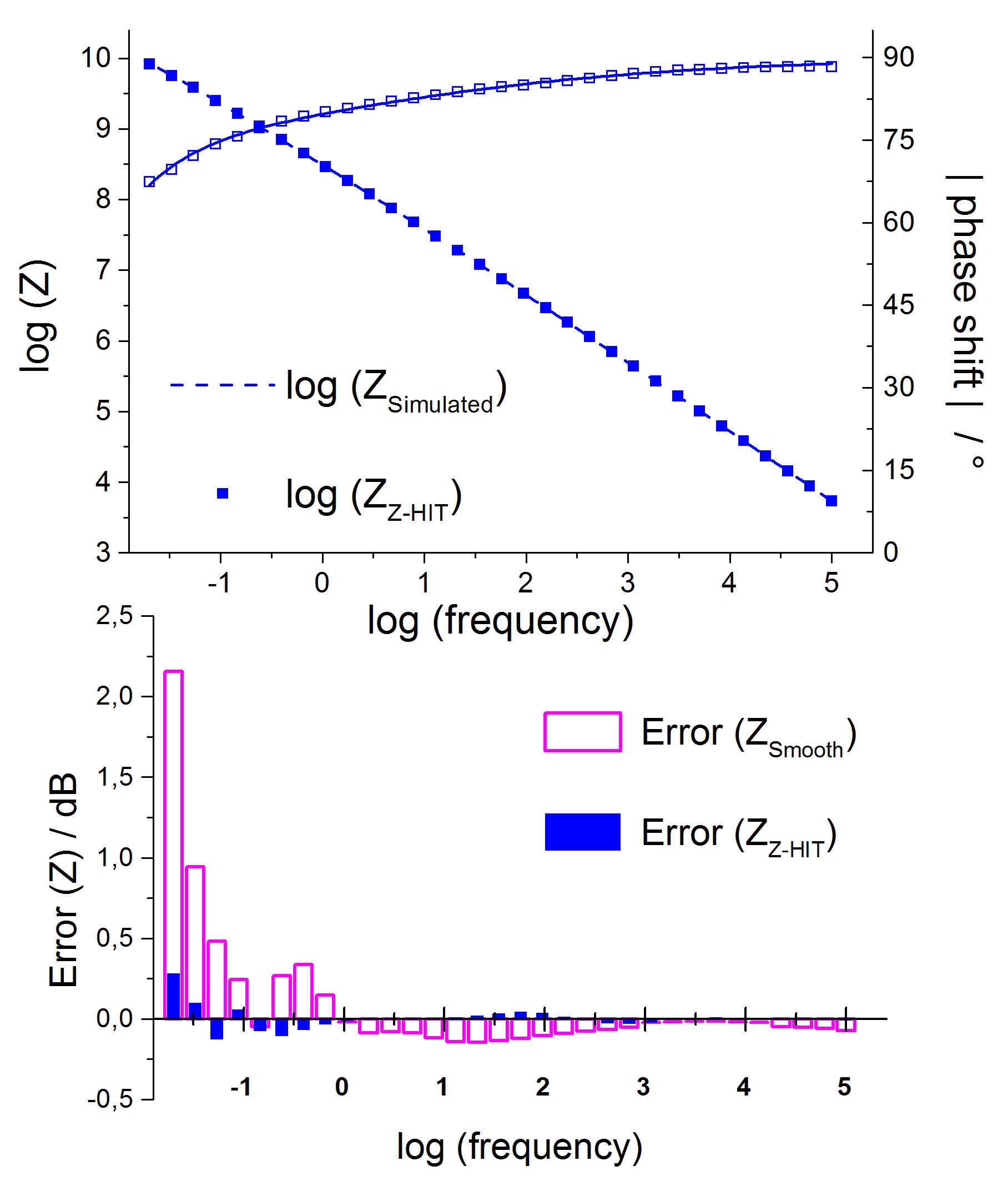
Abbildung 3: Oben Impedanzspektrum (Symbole) und Modellsimulation (Linien) eines lackierten Stahls während der Wasseraufnahme. Unten: resultierender Fehler ohne (magenta) und mit (blau) ZHIT-Rekonstruktion der Impedanz

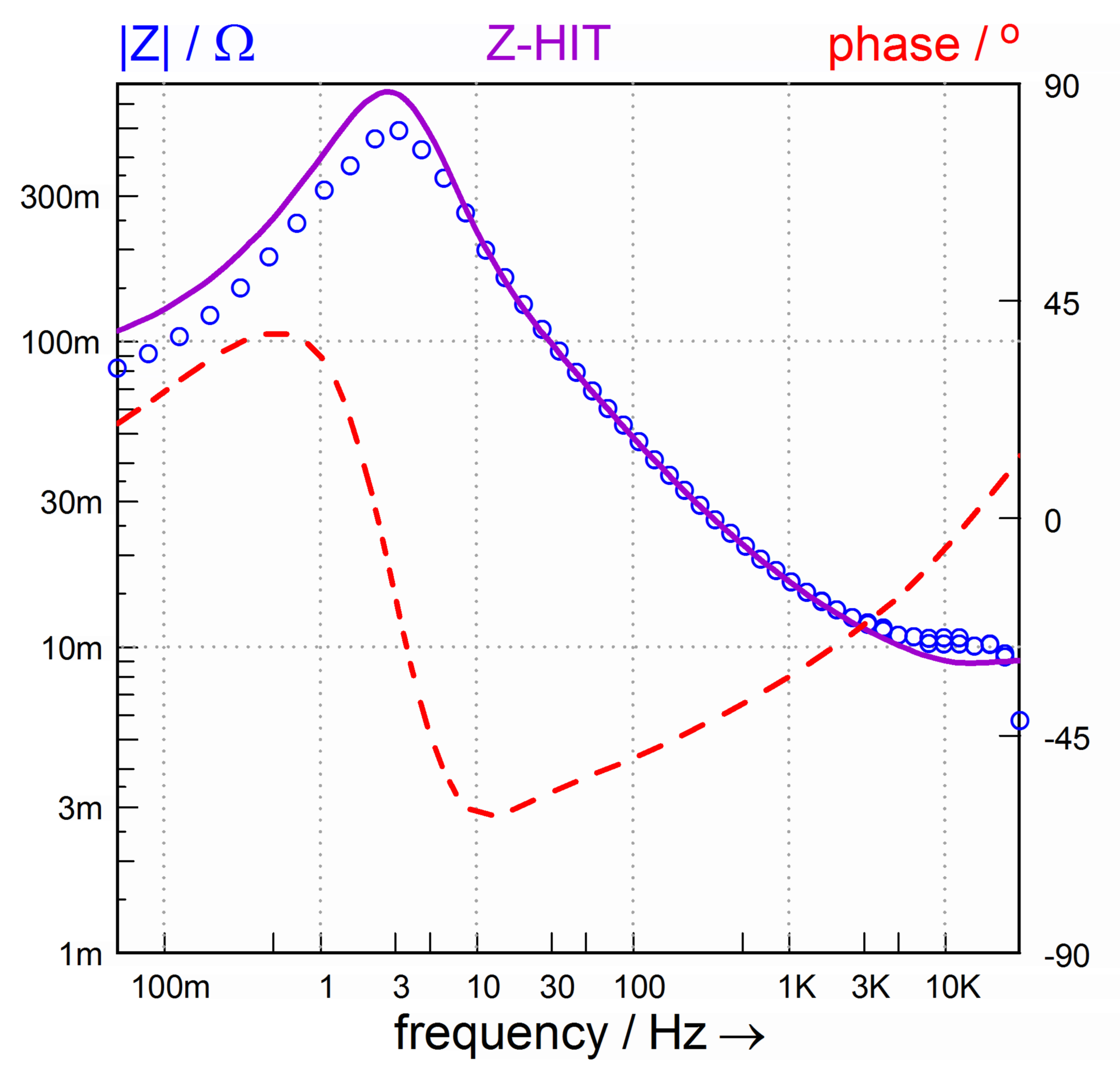
Abbildung 4: Impedanzspektrum einer Brennstoffzelle, wobei das Brenngas durch Kohlenmonoxid vergiftet wurde